# Emblyna
Emblyna es un género de arañas araneomorfas de la familia Dictynidae. Se encuentra en la zona holártica y neotropical.

## Lista de especies
Según The World Spider Catalog 12.0:
- Emblyna acoreensis Wunderlich, 1992
- Emblyna aiko (Chamberlin & Gertsch, 1958)
- Emblyna altamira (Gertsch & Davis, 1942)
- Emblyna angulata (Emerton, 1915)
- Emblyna annulipes (Blackwall, 1846)
- Emblyna ardea (Chamberlin & Gertsch, 1958)
- Emblyna artemisia (Ivie, 1947)
- Emblyna borealis (O. Pickard-Cambridge, 1877)
- Emblyna branchi (Chamberlin & Gertsch, 1958)
- Emblyna brevidens (Kulczynski, 1897)
- Emblyna budarini Marusik, 1988
- Emblyna burjatica (Danilov, 1994)
- Emblyna callida (Gertsch & Ivie, 1936)
- Emblyna capens Chamberlin, 1948
- Emblyna chitina (Chamberlin & Gertsch, 1958)
- Emblyna completa (Chamberlin & Gertsch, 1929)
- Emblyna completoides (Ivie, 1947)
- Emblyna consulta (Gertsch & Ivie, 1936)
- Emblyna cornupeta (Bishop & Ruderman, 1946)
- Emblyna coweta (Chamberlin & Gertsch, 1958)
- Emblyna crocana Chamberlin, 1948
- Emblyna cruciata (Emerton, 1888)
- Emblyna decaprini (Kaston, 1945)
- Emblyna evicta (Gertsch & Mulaik, 1940)
- Emblyna florens (Ivie & Barrows, 1935)
- Emblyna formicaria Baert, 1987
- Emblyna francisca (Bishop & Ruderman, 1946)
- Emblyna hentzi (Kaston, 1945)
- Emblyna horta (Gertsch & Ivie, 1936)
- Emblyna hoya (Chamberlin & Ivie, 1941)
- Emblyna iviei (Gertsch & Mulaik, 1936)
- Emblyna joaquina (Chamberlin & Gertsch, 1958)
- Emblyna jonesae (Roewer, 1955)
- Emblyna kaszabi Marusik & Koponen, 1998
- Emblyna klamatha (Chamberlin & Gertsch, 1958)
- Emblyna lina (Gertsch, 1946)
- Emblyna linda (Chamberlin & Gertsch, 1958)
- Emblyna littoricolens (Chamberlin & Ivie, 1935)
- Emblyna manitoba (Ivie, 1947)
- Emblyna mariae Chamberlin, 1948
- Emblyna marissa (Chamberlin & Gertsch, 1958)
- Emblyna maxima (Banks, 1892)
- Emblyna melva (Chamberlin & Gertsch, 1958)
- Emblyna mitis (Thorell, 1875)
- Emblyna mongolica Marusik & Koponen, 1998
- Emblyna nanda (Chamberlin & Gertsch, 1958)
- Emblyna oasa (Ivie, 1947)
- Emblyna olympiana (Chamberlin, 1919)
- Emblyna orbiculata (Jones, 1947)
- Emblyna oregona (Gertsch, 1946)
- Emblyna osceola (Chamberlin & Gertsch, 1958)
- Emblyna oxtotilpanensis (Jiménez & Luz, 1986)
- Emblyna palomara Chamberlin, 1948
- Emblyna peragrata (Bishop & Ruderman, 1946)
- Emblyna phylax (Gertsch & Ivie, 1936)
- Emblyna pinalia (Chamberlin & Gertsch, 1958)
- Emblyna piratica (Ivie, 1947)
- Emblyna reticulata (Gertsch & Ivie, 1936)
- Emblyna roscida (Hentz, 1850)
- Emblyna saylori (Chamberlin & Ivie, 1941)
- Emblyna scotta Chamberlin, 1948
- Emblyna seminola (Chamberlin & Gertsch, 1958)
- Emblyna serena (Chamberlin & Gertsch, 1958)
- Emblyna shasta (Chamberlin & Gertsch, 1958)
- Emblyna shoshonea (Chamberlin & Gertsch, 1958)
- Emblyna stulta (Gertsch & Mulaik, 1936)
- Emblyna sublata (Hentz, 1850)
- Emblyna sublatoides (Ivie & Barrows, 1935)
- Emblyna suprenans (Chamberlin & Ivie, 1935)
- Emblyna suwanea (Gertsch, 1946)
- Emblyna teideensis Wunderlich, 1992
- Emblyna uintana (Chamberlin, 1919)
- Emblyna wangi (Song & Zhou, 1986)
- Emblyna zaba (Barrows & Ivie, 1942)
- Emblyna zherikhini (Marusik, 1988)